# 根室振興局
根室振興局（日语：／ Nemuro shinkōkyoku */?），為日本北海道道東地方的振興局，設於根室市。
在日本的行政區劃中，與俄羅斯之間有主權爭議的北方四島（南千岛群岛）屬於根室振兴局管轄，但自二次大戰之後，北方四島實際上都由蘇聯及繼承其主權的俄羅斯所控制。

## 历史
最初東北海道地區被稱「東蝦夷地」，1799年時江戶幕府採直轄政策，由松前藩支配和並給予阿伊努族自治的權限。1821年起先後改由會津藩（1859年）、熊本藩（1869年）、佐賀藩（1870年）、仙台藩（1871年）負責，直到1871年廢藩置縣為止。
- 1872年：設置北海道開拓使，並成立根室支廳。
- 1882年2月8日：廢除北海道開拓使，根室支廳改為根室縣。
- 1886年1月26日：廢除根室縣，功能轉由北海道廳（日语：北海道庁 (1886-1947)）負責。
- 1897年11月：
  - 設置根室支廳，下轄原根室國根室郡、花咲郡、野付郡、標津郡、目梨郡和千島國國後郡、色丹郡、得撫郡、新知郡、占守郡。[1]
  - 設置紗那支廳，下轄原千島國擇捉郡、振別郡、紗那郡、蘂取郡。
- 1903年12月：根室支廳與紗那支廳合併，整合成根室支廳。
- 1945年8月：色丹島及千島群島為蘇聯軍隊所占領。
- 1952年4月28日：舊金山和約生效，日本放棄包括得撫島的千島群島（得撫郡、新知郡、占守郡）所有權。
- 2010年4月1日：北海道廢除支廳，改設為根室振興局。

## 管轄範圍
- 市部：根室市
- 野付郡：別海町
- 標津郡：中標津町、標津町
- 目梨郡：羅臼町

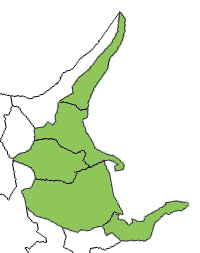
根室振興局管轄範圍

- 以下為日本北方四島（南千島群島）原有的町村，現在為俄羅斯管轄。

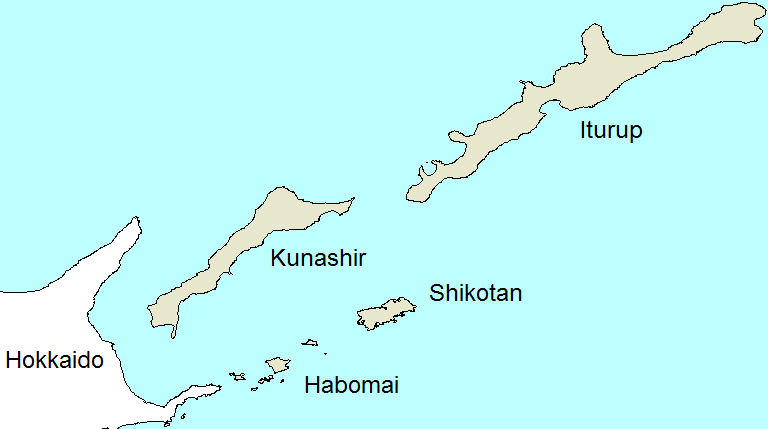
包含南千島群島的根室振興局管轄範圍，A.齒舞群島、B.色丹島、C.國後島、D.擇捉島、1.根室市、2.別海町、3.中標津町、4.標津町、5.羅臼町、6.色丹村、7.泊村、8.留夜別村、9.留別村、10.紗那村、11.蘂取村

  - 色丹郡：色丹村
  - 國後郡：泊村、留夜別村
  - 擇捉郡：留別村
  - 紗那郡：紗那村
  - 蘂取郡：蘂取村